# Groot volkomen moolenboek

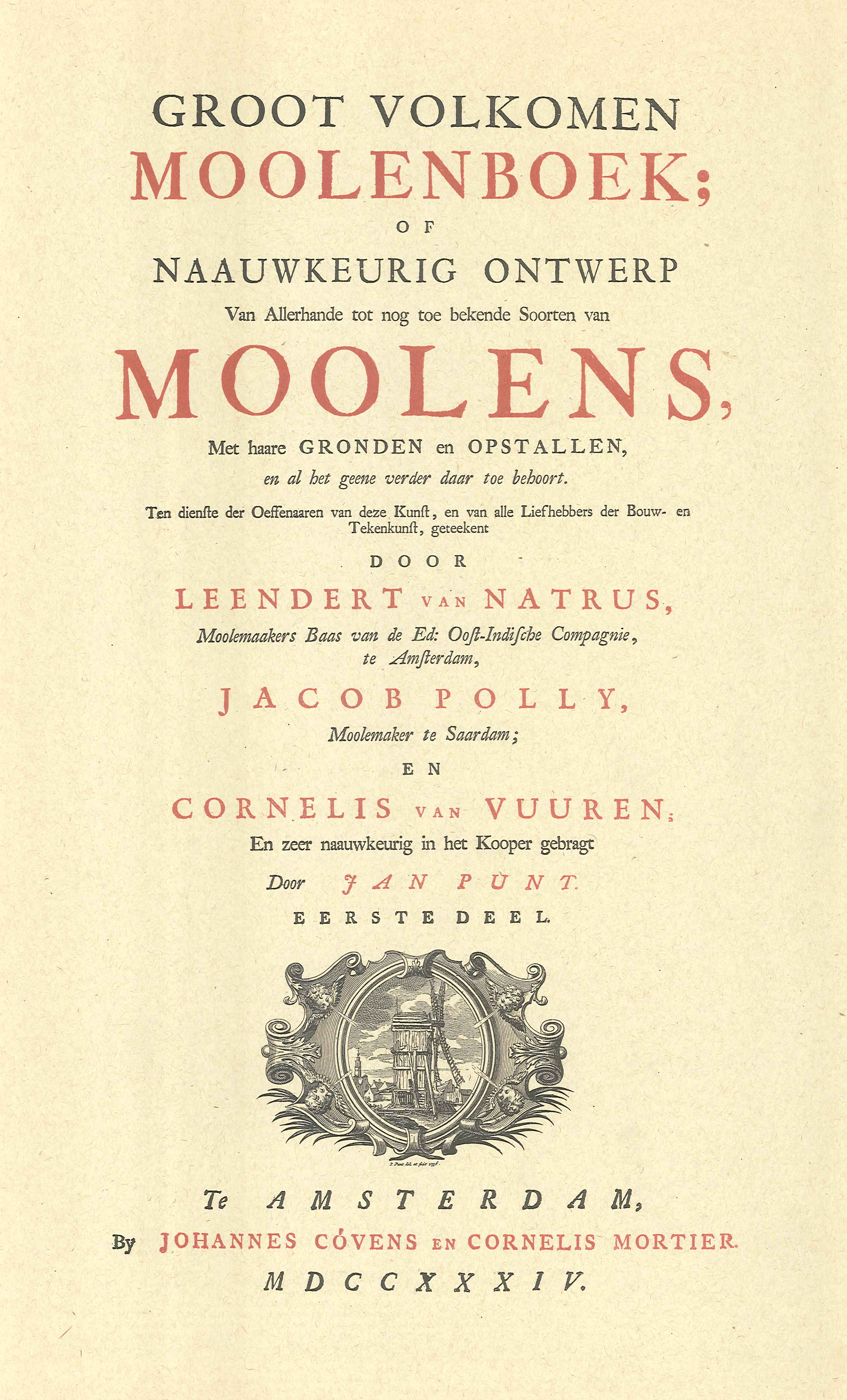
Titelpagina van het eerste deel

Het Groot volkomen moolenboek is een Nederlands naslagwerk dat stamt uit 1734. Het bestaat uit drie delen en is voorzien van veel tekeningen die de molentechniek illustreren. Veel van de technieken zijn nog steeds van toepassing op de historische Nederlandse windmolens.

## Deel een
Het eerste deel is geschreven door Leendert van Natrus, Jacob Polly en Cornelis van Vuuren en behandelt enkele veel voorkomende molens, waarvan vandaag de dag nog voorbeelden te vinden zijn:
- Een zeskante houtzager (het Jonge Schaap) staat aan de Zaanse schans,
- Wagenschotzagers hebben we niet meer, maar paltrok-molens nog wel (de getoonde molen is een paltrok), bijvoorbeeld de Gekroonde Poelenburg, ook aan de Zaanse schans.
- Achtkante watermolens en wipmolens zijn er nog vrij veel, bijvoorbeeld in Kinderdijk
- Een verfmolen staat aan de Zaanse schans (de Kat) en aan de Kralingse plas in Rotterdam staan nog twee snuifmolens naast elkaar (de Ster en de Lelie)
- In Westzaan staat een papiermolen (de Schoolmeester)
- En er bestaan nog oliemolens, zoals de Zoeker aan de Zaanse schans, of de Passiebloem in Zwolle.

## Deel twee

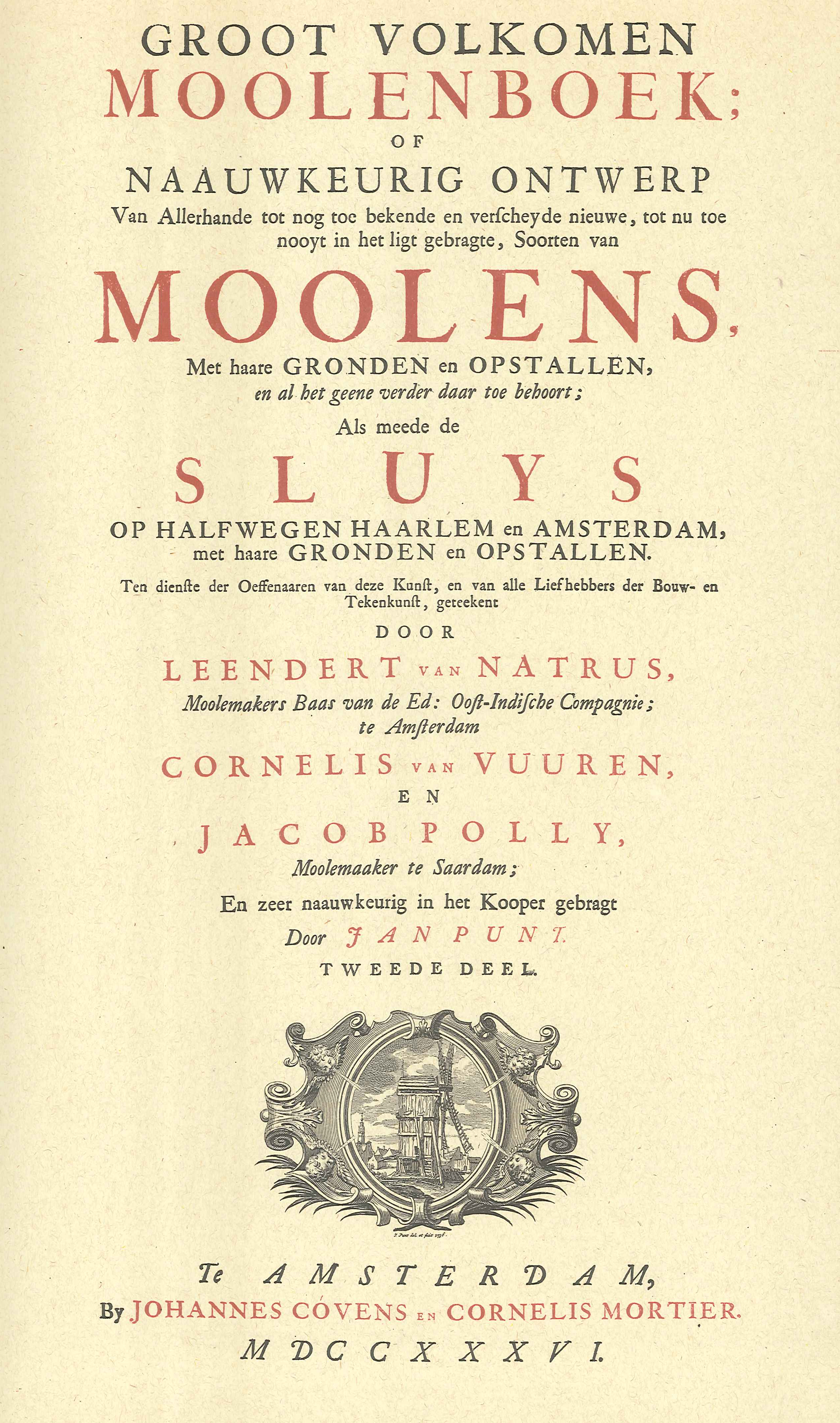
Titelpagina van het tweede deel

Deel twee van het Groot volkomen moolenboek uit 1736 is ook geschreven door het driemanschap Leendert van Natrus, Jacob Polly en Cornelis van Vuuren en begint met de opbouw van een houten achtkante molen, inclusief hoe men hem met handkracht ter plekke in elkaar zet. Er worden nog enkele interessante molens geïllustreerd en er zijn wat meer experimentele ontwerpen tussen. Ook wordt de opbouw van een sluis uitvoerig behandeld.
- Groot volkomen moolenboek/Deel 2/Naauwkeurig ontwerp van allerhande soorten van moolens‚ en van de sluys op halfwegen Haarlem. Naauwkeurig ontwerp van allerhande soorten van moolens‚ en van de sluys op halfwegen Haarlem.

## Deel drie

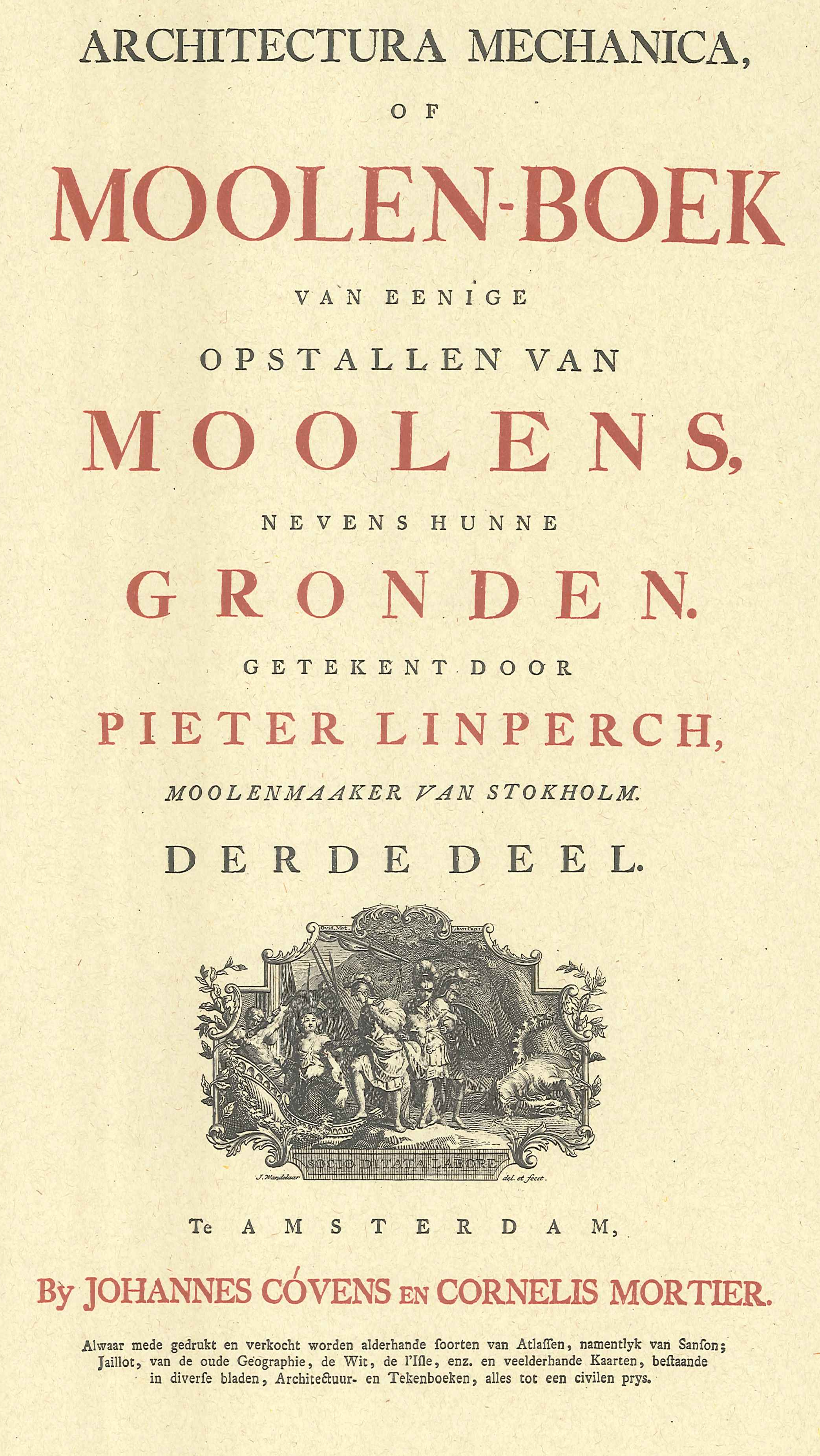
Titelpagina van het derde deel

Dit boek is uitgegeven als deel 3 van het Groot volkomen moolenboek en geschreven door Pieter Linperch. Aan de titel en de datum te zien zou het goed kunnen dat dit pas later zo besloten is. In de facsimile druk van ongeveer 1950 is deze als deel 3 opgenomen.
In dit deel worden ook buitenlandse molens beschreven. Volgens de titelpagina is de tekenaar van dit deel (Pieter Linperch) zelf molenmaker te Stockholm.
- Voorbericht
- Architectura mechanica of moolen-boek van eenige opstallen van moolens nevens hunne gronden

## Wikisource afbeeldingen
- Groot volkomen moolenboek/Deel 1/Naauwkeurig ontwerp van allerhande soorten van moolens
- Groot volkomen moolenboek/Deel 2
- Groot volkomen moolenboek/Deel 2/Naauwkeurig ontwerp van allerhande soorten van moolens‚ en van de sluys op halfwegen Haarlem.
- Groot volkomen moolenboek/Deel 3/Architectura mechanica of moolen-boek van eenige opstallen van moolens nevens hunne gronden